# Mangelfallberechnung
Mit Hilfe einer Mangelfallberechnung wird im deutschen Unterhaltsrecht der Anteil errechnet, den ein Unterhaltspflichtiger für jeden einzelnen Unterhaltsberechtigten zu zahlen hat, wenn er nicht das Existenzminimum für alle Berechtigten sicherstellen kann.
Man spricht von einem Mangelfall, wenn das Einkommen zur Deckung des Bedarfs des Unterhaltspflichtigen und der gleichrangigen Unterhaltsberechtigten nicht ausreicht. In einem Mangelfall ist die nach Abzug des notwendigen Eigenbedarfs (Selbstbehalts) des Unterhaltspflichtigen verbleibende Verteilungsmasse auf die Unterhaltsberechtigten im Verhältnis ihrer jeweiligen Einsatzbeträge gleichmäßig zu verteilen.
Die Faktoren der jeweiligen Berechtigten ergeben sich aus der Düsseldorfer Tabelle.